# Libro di Antonio Billi
Le Libro di Antonio Billi   est un manuscrit, l'œuvre d'un écrivain inconnu ; deux exemplaires sont conservés à la Bibliothèque nationale centrale de Florence.

## Historique et description
Antonio Billi est un marchand florentin actif à la fin du XVe  et à la première moitié du XVIe siècle. Aucun document n'atteste qu'il soit l'auteur du manuscrit, mais celui-ci était en sa possession, d'où son nom « Libro di Antonio Billi »
Le manuscrit  datable de la période  1487-1537 est un compte-rendu sur les artistes florentins allant de Cimabue à Pollaiolo[Lequel ?] avec en annexe des artistes contemporains à sa rédaction : Michel Ange et Léonard de Vinci.
Il constitue une source particulièrement importante pour l'étude de l'histoire de l'art du XIVe siècle, néanmoins les historiens de l'art y ont détecté de nombreuses erreurs et imprécisions reprises par Giorgio Vasari.
L'identité du rédacteur du manuscrit n'est pas formellement connue ; sa rédaction non littéraire et son style brut le rendent proche du catalogue.